# Mocà-Croce
Mocà-Croce o Mocà (/moˈka/, in francese Moca-Croce, in corso Macà /maˈɡa/) è un comune francese di 225 abitanti situato nel dipartimento della Corsica del Sud nella regione della Corsica.

## Società

### Evoluzione demografica
Abitanti censiti